# Pallacanestro Olimpia Milano 1985-1986
Questa voce raccoglie le informazioni riguardanti la Pallacanestro Olimpia Milano  SIMAC nelle competizioni ufficiali della stagione 1985-1986.

## Verdetti stagionali
Competizioni nazionali
- Serie A1 1985-1986:

regular season: 1ª classificata su 16 squadre (26 partite vinte su 30),
play off: vincitrice Campione d'Italia  (22º titolo)
- Coppa Italia 1986:

Vincitrice  (2º titolo)
Competizioni europee
- Coppa dei Campioni: Eliminata nel girone di semifinale (3° su 6 con 6 partite vinte su 10)

## Stagione
L'Olimpia, sponsorizzata Simac e guidata dal tecnico Dan Peterson, disputa il campionato di serie A1, la Coppa Italia e la Coppa dei Campioni.
Nella competizione continentale supera prima i lussemburghesi del Dudelange poi la squadra finlandese di Helsinki, nel girone di semifinale si qualifica terza, dietro i lituani del Žalgiris Kaunas e gli jugoslavi del Cibona Zagabria che poi vincerà la finale.
In campionato, che disputa da Campione d'Italia in carica, è prima al termine della regular season .
Prima dei play off si disputa la finale di Coppa Italia alla quale i milanesi si sono qualificati superando in successione: Desio, Livorno, Roma e Varese. Il 14 aprile 1986 a Bologna viene superata 102 a 92 la Scavolini Pesaro conquistando il trofeo.
Nei play-off viene superata per due partite a zero Udine negli ottavi e Rimini nei quarti di finale. In semifinale la Simac affronta la Berloni Torino e si trova a rimontare dopo aver perso in casa la prima partita della serie, superando il turno grazie alla vittoria nelle due successive. In finale si trova ad affrontare la Mobilgirgi Caserta; dopo un successo casalingo ciascuno il 28 maggio si disputa la terza e decisiva partita a Milano che l'Olimpia vince 93 a 84 conquistando il secondo scudetto consecutivo, 22º complessivo

## Organigramma societario
Area tecnica
- Allenatore: Dan Peterson

## Roster
| Nazionalità            | Nominativo         |
| ---------------------- | ------------------ |
| Stati Uniti (bandiera) | Mike D'Antoni      |
| Italia (bandiera)      | Roberto Premier    |
| Stati Uniti (bandiera) | Russ Schoene       |
| Stati Uniti (bandiera) | Cedric Henderson   |
| Italia (bandiera)      | Dino Meneghin      |
| Italia (bandiera)      | Franco Boselli     |
| Italia (bandiera)      | Vittorio Gallinari |
| Italia (bandiera)      | Renzo Bariviera    |
| Italia (bandiera)      | Fausto Bargna      |
| Italia (bandiera)      | Mario Governa      |
| Italia (bandiera)      | Riccardo Pittis    |
| Italia (bandiera)      | Andrea Blasi       |
| Italia (bandiera)      | Della Noce         |

## Mercato
Escono dalla rosa dell'Olimpia Wally Walker e soprattutto Joe Barry Carroll mentre i principali acquisti sono costituiti da Fausto Bargna, proveniente da Cantù e dal nuovo americano Cedric Henderson proveniente direttamente dall'Università.

## Risultati

### Coppa Italia

#### Sedicesimi di finale
| 18 settembre 1985 Andata                                      | Aurora Desio | 110 – 89 | Olimpia Milano |  |
| \| \| \| \| \| Virginio Bernardi \| Allenatori \| Peterson \| |              |          |                |  |
|                                                               |              |          |                |  |
| Virginio Bernardi                                             | Allenatori   | Peterson |                |  |

| 25 settembre 1985 Ritorno                                     | Olimpia Milano | 99 – 76           | Aurora Desio |  |
| \| \| \| \| \| Peterson \| Allenatori \| Virginio Bernardi \| |                |                   |              |  |
|                                                               |                |                   |              |  |
| Peterson                                                      | Allenatori     | Virginio Bernardi |              |  |

#### Ottavi di finale
| 16 ottobre 1985 Andata                                        | Basket Livorno | 87 – 87  | Olimpia Milano |  |
| \| \| \| \| \| Mauro Di Vincenzo \| Allenatori \| Peterson \| |                |          |                |  |
|                                                               |                |          |                |  |
| Mauro Di Vincenzo                                             | Allenatori     | Peterson |                |  |

| 23 ottobre 1985 Ritorno                                       | Olimpia Milano | 99 – 91           | Basket Livorno |  |
| \| \| \| \| \| Peterson \| Allenatori \| Mauro Di Vincenzo \| |                |                   |                |  |
|                                                               |                |                   |                |  |
| Peterson                                                      | Allenatori     | Mauro Di Vincenzo |                |  |

#### Quarti di finale
| 26 dicembre 1985 Andata                                    | Virtus Roma | 100 – 87 | Olimpia Milano |  |
| \| \| \| \| \| Dido Guerrieri \| Allenatori \| Peterson \| |             |          |                |  |
|                                                            |             |          |                |  |
| Dido Guerrieri                                             | Allenatori  | Peterson |                |  |

| 2 gennaio 1986 Ritorno                                     | Olimpia Milano | 101 – 86       | Virtus Roma |  |
| \| \| \| \| \| Peterson \| Allenatori \| Dido Guerrieri \| |                |                |             |  |
|                                                            |                |                |             |  |
| Peterson                                                   | Allenatori     | Dido Guerrieri |             |  |

#### Semifinali
| 26 marzo 1986 Andata                                       | Olimpia Milano | 83 – 82  | Pall. Varese |  |
| \| \| \| \| \| Riccardo Sales \| Allenatori \| Peterson \| |                |          |              |  |
|                                                            |                |          |              |  |
| Riccardo Sales                                             | Allenatori     | Peterson |              |  |

| 9 aprile 1986 Ritorno                             | Pall. Varese | 78 – 92  | Olimpia Milano |  |
| \| \| \| \| \| Sales \| Allenatori \| Peterson \| |              |          |                |  |
|                                                   |              |          |                |  |
| Sales                                             | Allenatori   | Peterson |                |  |

#### Finale
| Arbitri: | Baldini Pallonetto |

|              |            |                 |
| Henderson 28 | Punti      | 23 Zam Fredrick |
| Peterson     | Allenatori | Sacco           |

### Serie A1

#### Play-off

##### Ottavi di finale
| Arbitri: | Maurizio Martolini Paolo Fiorito |

|              |            |                     |
| Schoene 25   | Punti      | Larry Wright 37     |
| Henderson 23 | Rimbalzi   | Tiziano Lorenzon 10 |
| Dan Peterson | Allenatori | Claudio Bardini     |

| Arbitri: | Carlo Filippone Alberto Grossi |

|                 |            |              |
| Larry Wright 49 | Punti      | Schoene 44   |
| Clarence Kea 15 | Rimbalzi   | Henderson 9  |
| Claudio Bardini | Allenatori | Dan Peterson |

##### Quarti di finale
| Arbitri: | Alberto Grossi Carlo Filippone |

|                                        |            |                   |
| Russ Schoene 22                        | Punti      | Reggie Johnson 23 |
| Vittorio Gallinari, Cedric Henderson 7 | Rimbalzi   | Johnson 12        |
| Dan Peterson                           | Allenatori | Piero Pasini      |

| Arbitri: | Maurizio Martolini Pasquale Zeppilli |

|                   |            |                     |
| Reggie Johnson 17 | Punti      | Russ Schoene 32     |
| Johnson 12        | Rimbalzi   | Cedric Henderson 15 |
| Piero Pasini      | Allenatori | Dan Peterson        |

##### Semifinali
| Arbitri: | Luciano Baldini Giovanni Battista Montella |

|                     |            |                |
| Premier 23          | Punti      | 23 Scott May   |
| Cedric Henderson 13 | Rimbalzi   | 14 Mike Bantom |
| Giuseppe Guerrieri  | Allenatori | Dan Peterson   |

| Arbitri: | Paolo Fiorito Maurizio Martolini |

|                |            |              |
| Bantom 22      | Punti      | 27 Premier   |
| Davide Croce 8 | Rimbalzi   | 11 Henderson |
| Guerrieri      | Allenatori | Dan Peterson |

| Arbitri: | Paolo Zanon Giorgio Gorlato |

|                       |            |                  |
| Schoene 31            | Punti      | 27 Savio, Bantom |
| Schoene, Henderson 14 | Rimbalzi   | 11 Henderson     |
| Giuseppe Guerrieri    | Allenatori | Dan Peterson     |

##### Finali
| Arbitri: | Armando Pinto Carlo Filippone |

|              |            |                  |
| Henderson 29 | Punti      | 23 Horacio López |
| Henderson 13 | Rimbalzi   | 9 Marco Ricci    |
| Dan Peterson | Allenatori | Bogdan Tanjević  |

| Arbitri: | Paolo Fiorito Maurizio Martolini |

|                  |            |              |
| Oscar Schmidt 41 | Punti      | 23 Schoene   |
| Schmidt 14       | Rimbalzi   | 18 Henderson |
| Tanjević         | Allenatori | Dan Peterson |

| Arbitri: | Paolo Zanon Giorgio Gorlato |

|              |            |            |
| Schoene 23   | Punti      | 32 Oscar   |
| Henderson 11 | Rimbalzi   | 10 Schmidt |
| Dan Peterson | Allenatori | Tanjević   |